# Priznat' vinovnym
Priznat' vinovnym (Признать виновным) è un film del 1983 diretto da Igor' Voznesenskij.

## Trama
Il film racconta l'investigatore criminale Sergej Voronin, che è letteralmente innamorato del suo lavoro. Ha organizzato un club di giovani amici della polizia, in cui praticano sport e comunicano, ma è preoccupato per i ragazzi caduti sotto l'influenza dello studente liceale Nikolaj Bojko, che è impegnato in una rapina. Sua madre è troppo impegnata con il giornalismo per cambiare suo figlio. Neanche gli insegnanti possono farci niente. E improvvisamente Nikolaj ha ferito una ragazza con un coltello.